# شانق (مشك أباد)
شانق (بالفارسية: شانق) هي قرية تقع في إيران في مركزي. يقدر عدد سكانها بـ 140 نسمة بحسب إحصاء 2016.